# Cummings (Schiff, 1936)
Die USS Cummings (Kennung DD-365) war ein Zerstörer der United States Navy der Mahan-Klasse und das zweite Schiff, das diesen Namen trug. Sie war nach Lieutenant Commander Andrew Boyd Cummings benannt.
Taufpatin des Schiffes war Mrs. W. W. Mills, Nichte des Namensgebers; Erster Kommandant wurde Commander C. P. Cecil.
Bauwerft war die „United Dry Docks Inc.“, (eine Tochter von Bethlehem Steel) auf Staten Island, New York.
Der Zerstörer führte zuletzt den Anstrich nach Tarnschema 32, Muster 23d (Medium Pattern System, High Contrast) mit den Farben:
- Light gray (5-L)
- Ocean gray (5-O)
- Dull black (BK)

## Einsatzgeschichte

### 1936–1943
Am 29. September 1937 verlegte die Cummings von New York City nach San Diego in Kalifornien, wo sie am 30. Oktober 1937 in die Schlachtflotte eingereiht wurde. Es folgten Ausbildungsfahrten in den Gewässern um Hawaii und die Flottenbesichtigung im Juli 1938 durch Präsident Roosevelt in der Bucht von San Francisco.
Vom Januar bis zum April 1939 wurden Ausbildungsfahrten in der Panamakanalzone und in der Karibik durchgeführt.
Am 12. Mai 1939 nach San Diego zurückgekehrt, nahm die Cummings an mehreren Flottenmanövern teil und fuhr im Luftabwehrschirm um die Flugzeugträger Yorktown und Lexington, die seit 1940 als Sicherheitspatrouille an der Westküste der USA eingesetzt waren. Während dieser Aufgabe setzte die Cummings ihre Ausbildung in der Flugzeug- und U-Boot-Abwehr fort. Ab dem 26. April 1940 wurde der Zerstörer in Pearl Harbor auf Hawaii stationiert.
Während des japanischen Angriffs auf Pearl Harbor konnte die Cummings durch geschicktes Manövrieren den Bomben und Torpedos ausweichen und erlitt nur minimale Beschädigungen durch Splitter. Sie verließ noch während des Angriffs den Hafen und nahm unverzüglich Patrouillenfahrten vor der Küste der Insel auf.
Vom 19. Dezember 1941 bis zum 4. Mai 1942 führte die Cummings Geleitschutzaufgaben zwischen Pearl Harbor und San Francisco durch. Anschließend übernahm sie vom 9. Juni bis zum 13. August 1942 ähnliche Aufgaben im Bereich Suva, Fidschiinseln, und Auckland (Neuseeland).
Danach wurde sie in San Francisco überholt und geleitete im November 1942 einen Konvoi nach Wellington. Diesem Einsatz folgten die Operationen gegen Guadalcanal in Form von Patrouillen- und Geleitschutzfahrten, die von den Stützpunkten auf Espiritu Santo und Nouméa aus durchgeführt wurden und die bis zum 17. Mai 1943 andauerten. Nach einer kurzen Überholung in Auckland kehrte die Cummings am 4. Juni nach Nouméa zurück und wurde bis Ende Juli wieder im Geleitzugdienst nach Auckland eingesetzt. Danach machte sie Patrouillenfahrten um Efate vom 5. August bis zum 4. September 1943.
Nach einer erneuten Überholung in San Francisco wurde die Cummings kurzzeitig der Task Force 94 (TF 94) zugeteilt und operierte zwischen dem 1. und 16. Dezember 1943 vor Adak (Alaska), bevor sie am 2. Dezember 1943 nach Hawaii zurückkehrte.

### 1944
Nunmehr der 5. Flotte zugewiesen, verließ das Schiff Hawaii am 19. Januar 1944, um an den Operationen gegen die Marshallinseln teilzunehmen. Die Cummings fuhr bis zum 21. Februar im Schirm um die Flugzeugträger, die Luftangriffe gegen Wotje und Eniwetok durchführten. Am 4. März 1944 fuhr sie von Majuro nach Trincomalee (Ceylon), wo sie am 31. März mit britischen Seestreitkräften Ausbildungsfahrten unternahm. Am 16. April fuhr die Cummings im Verband der „British Force 70“ mit der Aufgabe, Luftangriffe gegen Sabang auf Sumatra zu decken. Am 16. April kehrte sie nach Ceylon zurück, um am 6. Mai nach Exmouth in Westaustralien auszulaufen. Mit der „British Force 66“ verließ die Cummings am 15. Mai Exmouth um Luftangriffe gegen Surabaya auf Java zu unterstützen. Danach verließ der Zerstörer den britischen Flottenverband, um über Sydney nach Pearl Harbor zurückzukehren.
Anschließend verlegte sie nach San Francisco, wo die Cummings am 7. Juli 1944 einlief. Dann leistete das Schiff ab dem 21. Juli Geleitschutz für den Schweren Kreuzer USS Baltimore, der den Präsidenten Roosevelt an Bord hatte. Die Fahrt ging über Pearl Harbor und Adak nach Juneau. Auf der Rückfahrt kam Präsident Roosevelt am 8. August an Bord der Cummings, um sich nach Seattle transportieren zu lassen. Dort hielt er auf dem Vordeck des Zerstörers eine landesweit ausgestrahlte Ansprache an die Nation.
Nach dem Auslaufen aus Seattle am 13. August 1944 stieß die Cummings zur TG 12.5 (Task Group 12/5) in Pearl Harbor, um gemeinsam am 3. September 1944 Luftangriffe und Küstenbeschießungen von Wake Island durchzuführen. Dann wurde im Verband der 3. Flotte Marcus Island beschossen, und ab dem 9. Oktober Geleitschutzaufgaben für die Träger gefahren, die im Rahmen der Operationen gegen die Philippinen die Inseln Luzon, Cebu, Leyte, Samar und Negros angriffen. Es folgte der Einsatz während der Schlacht im Leyte Golf. Am 11. und 12. November 1944 folgte die Teilnahme an der Beschießung von Iwo Jima. Am 21. November 1944 begann die Cummings eine Hafenliegezeit in Saipan, die jedoch am 8. Dezember 1944 abgebrochen werden musste, um den Truppen auf Iwo Jima bis zum 19. März 1945 Feuerunterstützung zu geben. Danach folgten Patrouillenfahrten in japanischen Gewässern, dazu gehörten insbesondere die Suche und Rettung abgeschossener Piloten, als Ergebnis der intensiven Bombardierungen von Okinawa und der japanischen Hauptinsel.
Das Schiff überwachte am 9. September 1945 die Besetzung von Haha-jima und trat am 19. September 1945 die Heimreise nach San Pedro in Kalifornien an. Von dort aus verlegte sie über Tampa nach Norfolk, wo sie am 16. Dezember 1945 außer Dienst gestellt und am 17. Juli 1947 auf Abbruch verkauft wurde.

## Flottenzuteilungen
- Am 30. September 1939

Destroyer Flotilla 1
DESRON (Destroyer Squadron) 3
DESDIV (Destroyer Division) 6
- Am 1. Oktober 1941

Destroyer Flotilla 1
DESRON (Destroyer Squadron) 3
DESDIV (Destroyer Division) 6

## Ehrungen
Der Cummings wurden für ihre Verdienste während des Krieges sieben Battle Stars zuerkannt.

## Schiffskommandanten
- Cdr Charles Purcell Cecil: 25. November 1936 – ? (später Rear-Admiral)
- Lt Cdr Carlton Rice Todd: 1940 (später Rear-Admiral)
- Lt Cdr George Dudley Cooper: 1941
- Lt Cdr Paul Donnelly Williams: 1943